# Јури Берчиче
Јури Берчиче Изета (шп. Yuri Berchiche Izeta; Зарауз, 10. фебруар 1990) шпански је фудбалер који тренутно наступа за Атлетик Билбао. Игра на позицији левог бека.
Берчиче је рођен у граду Зарауз у аутономној заједници Баскији. Његов отац је пореклом из Алжира.

## Успеси
Еибар
- Друга лига Шпаније (1) : 2013/14.[6]

 Париз Сен Жермен
- Прва лига Француске (1) : 2017/18.[7]
- Куп Француске (1) : 2017/18.[8]
- Лига куп Француске (1) : 2017/18.[9]

 Атлетик Билбао
- Куп Шпаније (1) : 2023/24,[10] (финале: 2019/20, 2020/21)[11][12]
- Суперкуп Шпаније: (финале: 2021/22)[13]

Појединачни
- Идеални тим Друге лиге Шпаније: 2013/14.[14]